# 郭培

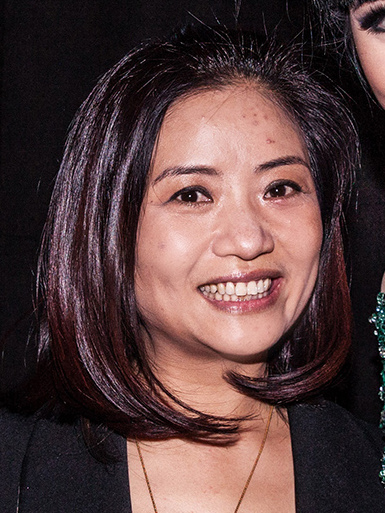
郭培

郭培（1967年—），中国时装设计师。她曾为许多中国名人设计礼服，Rihanna於2015年在Met Ball红毯上所穿的黄色礼服就出自郭培之手。
郭培是第一位受巴黎高定公会（Fédération de la Haute Couture et de la Mode）官方正式邀请的中国设计师。2016年，她荣登《时代周刊》全球100位最具影响力人物榜单。

## 生平
郭培1967年出生于北京，父亲是军人，母亲是教师。1986年，郭培毕业于北京二轻工业学校服装设计专业。在中国时装产业刚起步的80年代，她先后担任了国内各大时装品牌的首席设计师，還曾獲日本《朝日新聞》評為「中國五佳設計師」之一。1997年，郭培离开了当时的公司，创办北京玫瑰坊时装有限责任公司。

## 职业生涯
2006年，郭培登上“中国国际时装周”，发布了自己第一场高定秀“轮回”系列。随后的2007至2012年，郭培陆续在中国国内发布了“童梦奇缘”、“一千零二夜”、“龙的故事”三个系列的高定秀。2008年北京奥运会上，由郭培设计的“宝蓝色”、“ 国槐绿”、“玉脂白”3个系列共285套礼服获得了北京奥运会颁奖礼仪服饰一等奖。这些礼服历时一年的设计修订，11万个小时的制作工时，在奥运会的302场和残奥会的472场颁奖仪式上亮相774次。除此之外，章子怡在圣火采集仪式上的服装、闭幕式中宋祖英与普拉西多·多明哥一同演出时的礼服也都出自郭培之手。2015年，受纽约大都会博物馆邀请，郭培的青花瓷、大金等系列作品在“镜花水月”特展中展出。2016年1月，郭培成为中国第一个且唯一一个法国高定公会正式受邀会员，随后在巴黎高定时装周官方日程内陆续发布了《庭院》、《遇见》、《传说》、《高定年代》、《極樂島》、《建筑》、《东·宫》、《异世界》、《喜马拉雅》系列。2016年4月21日，郭培入选《时代周刊》公布的2016年度“全球最具影响力人物”。

## 外部連結
- 郭培-玫瑰坊（页面存档备份，存于）
- 郭培:中国美的普世价值（页面存档备份，存于） - 央视网